# Джош О'Конър
Джош О'Конър (на английски: Josh O'Connor) е британски актьор. Започва кариерата си през 2012 година. Участва в сериалите „Доктор Кой“ през 2013 и „Остри козирки“ през 2014 година.
Пробива в киното с главната си роля във филма „Земя на Бог“ през 2017 година. Други негови значими роли са в сериала „Короната“, историческия филм „Ема“, италианския „Химера“ (2023) и романтичния спортен филм на Лука Гуаданино – „Претендентите“ (2024)
Фен е на ФК „Саутхямптън“.

## Избрана филмография

### Филми
- „Пепеляшка“ – охрана на балната зала
- „Победа в кръвта“ (2015) – Рич
- „Земя на Бог“ (2017) – Джони Саксби
- „Ема“ (2020) – Мистър Елтън
- „Химера“ (2023) – Артур
- „Претендентите“ (2024) – Патрик Цвайг